# Двоструки ризик
Двоструки ризик је амерички трилер филм из 1999. Главне улоге играју: Ешли Џад и Томи Ли Џоунс.

## Радња
Либи Парсонс је срећно удата за свог богатог мужа Ника. Одлазе на крстарење малом јахтом. Јутарње буђење за њу постаје ноћна мора - Ника нема, цела палуба и њена кошуља су умазани крвљу као и нож који је пронашла. Посада брода обалске страже који се приближава приводи је. Либи не разуме где је њен муж отишао и почиње да га тражи.
Убрзо је полиција у Сијетлу приводи под оптужбом да је убила свог мужа. На суђењу, тужилац разбија аргумент одбране пуштајући радио снимак обалске страже на којем Ник моли за помоћ након што га је „жена избола на јахти“. Суд осуђује Либи на затвор. Пре него што је послата у затвор, она замоли своју најбољу другарицу Енџи да пази на њеног четворогодишњег сина Метија. Током једног од позива, Либи чује синов усклик „Тата!“, а Ник, који је дошао, спушта слушалицу и разговор се прекида. За Либи све постаје јасно: њен муж Ник је жив, узео је у руке имовину компаније, добио осигурање за свој живот и подметнуо јој је. Затвореници, видевши њена искуства, почињу да саосећају са „богатим створењем“, један од затвореника, бивши адвокат, помаже јој да добије превремено пуштање на слободу и каже јој да ако јој је муж жив, онда може да га убије усред бела дана. тачно усред Тајмс сквера и, према Петом амандману, не може бити осуђена.
Након што је пријевремено пуштена на слободу након 6 година затвора, Либи мора да живи у хостелу за превремено пуштање под надзором запосленог Тревиса Лемана. Она бежи од надзора и, продревши у компјутер трговца уметнинама, проналази коме је продата слика њеног мужа. Либи тада проналази Ника који просперитетно живи у Њу Орлеансу под именом Џонатан Деверо. Енџи је умрла у експлозији гаса, Мети живи и учи у затвореној елитној школи. Либи захтева да јој Ник да њеног сина у замену за њено ћутање. Заказује са њом састанак на градском гробљу. Дечак налик на Матија, подмитљив од Девероа, заседа Либи; Ник је омамљује и закључава у ковчег у гробници. Пробудивши се, Либи ударцима избија браве ковчега и излази.
Леман, који истражује случај, такође почиње да сумња на Девероа и верује Либи. Долази код Девероа и тражи новац од њега за његово ћутање. Ник наводи да Либи више није жива. Она улази у канцеларију, Леман вади касетофон и пушта снимак Никовог гласа, наводећи да ће овај случај бити "поклон тужиоцу". Либи понавља свој захтев да јој се да син. Ник извлачи пиштољ, ранивши Лемана, али Либи га убија. Након тога одлази у школу у којој јој се школује син и после дуже раздвојености коначно га упознаје.

## Улоге
| Глумац        | Улога                                    |
| ------------- | ---------------------------------------- |
| Томи Ли Џоунс | Тревис Леман                             |
| Ешли Џад      | Елизабет „Либи“ Парсонс                  |
| Брус Гринвуд  | Николас „Ник“ Парсонс / Џонатан Дев(е)ро |
| Бенџамин Вир  | четворогодишњи Мети Парсонс              |
| Џеј Бразо     | Боби Лонг                                |
| Џон Макларен  | Руди                                     |
| Ед Еванко     | Вор                                      |
| Анабет Гиш    | Анџела „Енџи“ Грин                       |

## Зарада
Филм је у САД зарадио 61.100.000 $.
- Зарада у иностранству - 116.741.558 $
- Укупна зарада - 177.841.558 $